# Авенариус, Михаил Петрович
Михаи́л Петро́вич Авена́риус (7 (19) сентября 1835, Царское Село — 4 (16) сентября 1895, Киев) — русский физик, профессор Киевского университета. Действительный статский советник.

## Биография
Михаил Петрович Авенариус был сыном лютеранского пастора Петра Александровича Авенариуса (1794—1854); родился в Царском Селе 7 (19) сентября 1835 года. Его братья: Василий и Николай.
Начальное образование получил царскосельской лютеранской церковной школе. Затем учился в 5-й Санкт-Петербургской гимназии, которую окончил в 1854 году. В 1858 году окончил кандидатом физико-математический факультет Санкт-Петербургского университета и некоторое время состоял сверхштатным учителем математики 2-й петербургской гимназии. В 1862 году выехал за границу, где в течение двух лет, сначала посещал в Берлине университетские курсы и работал в лаборатории профессора Магнуса, а потом в Гейдельберге под руководством профессора Кирхгофа.
После возвращения защитил диссертацию и 8 января 1865 года был удостоен степени магистра физики; уже 16 марта был утверждён в должности доцента кафедры физики Киевского университета. После приобретения 10 мая 1866 года докторской степени, 21 сентября 1866 года был утверждён экстраординарным профессором; с 11 ноября 1867 года — ординарный профессор с чином статского советника. В университете он проработал до 1890 года. Все эти годы лишь изредка покидал Киев, выезжая с научными целями за границу, а в последние годы жизни — в деревню на время летних каникул для поправления здоровья. В одну из своих поездок в Германию он приобрёл весьма ценную физическую библиотеку, в которой имелся полный комплект «Annalen der Physik» — немецкого научного журнала, посвящённого проблемам физики.
В 1875 году он организовал на физическом факультете Киевского университета первую на Украине лабораторию экспериментальной физики и физический лабораторный практикум для студентов. В 1865—1885 годах руководил Метеорологической лабораторией университета Св. Владимира в Киеве.
Состоял действительным членом Киевского общества естествоиспытателей, Московского общества испытателей природы, Русского физико-технического общества, иностранным членом-корреспондентом Берлинского физического общества; 29 декабря 1876 года был избран членом-корреспондентом Петербургской Академии наук; 30 августа 1884 года был произведён в действительные статские советники.
В 1881 году участвовал во Всемирной электрической выставке и конгрессе физиков и был удостоен французским правительством серебряной медали и офицерской степени ордена почётного легиона (1882). Имел российские ордена: Св. Станислава 2-й степени с императорской короной и 1-й степени (1889), Св. Владимира 3-й степени (1880) и Св. Анны 2-й степени (1873).
Умер в Киеве 4 (16) сентября 1895 года.

## Научная деятельность
Работы М. П. Авенариуса посвящены термоэлектрическим явлениям и молекулярной физике. Исследовал зависимость термоэлектродвижущей силы от температуры спаев, вывел формулу этой зависимости (закон Авенариуса). Изучал жидкое состояние и пар при изменении температуры и давления, в частности определял критические температуры различных жидкостей. На протяжении 1877—1886 гг. в киевской лаборатории Авенариусом и его учениками О. Э. Страусом и А. И. Надеждиным были получены критические значения для многих веществ, которые вошли в основной фонд физических величин и долго оставались неизменными.

## Семья
Женился в 1866 году в Киеве на Варваре Николаевне Терпигоревой (1842—1911), сестре писателя С. Н. Терпигорева. Их дети:
- Наталья (1869 — не ранее 1916), главная надзирательница Киево-Подольской гимназии; окончила Ольгинскую женскую гимназию и в 1899 году была преподавательницей Фундуклеевской гимназии
- Екатерина (1873—1925), была замужем за присяжным поверенным, прокурором, правоведом Борисом Степановичем Врасским. Их дочь — искусствовед, книговед и библиограф Ольга Борисовна Враская (в замужестве Левина, 1905—1985), была замужем за сыном журналиста, редактора и издателя Д. А. Левина Борисом (двоюродным братом скульптора В. И. Ингала, автоконструктора Ю. А. Долматовского и поэта-песенника Е. А. Долматовского).